# 1740-е годы
1740-е (ты́сяча семьсо́т сороковы́е) го́ды по григорианскому календарю — промежуток времени с 1 января 1740 года по 31 декабря 1749 года, включающий 1740 год 4-го десятилетия   и с 1741 по 1749 годы    5-го десятилетия XVIII века 2-го тысячелетия.  Они закончились 276 лет назад.

## Важнейшие события
- Англо-испанская колониальная «война за ухо Дженкинса» (1739—1742)[1].
- Война за австрийское наследство (1740—1748; Мария Терезия; Габсбург-Лотарингская династия). Ахенский мир (1748).
- Эпоха дворцовых переворотов. Иван VI (1740—1741; Эрнст Бирон; Анна Леопольдовна). Елизавета Петровна (1741—1762).
- Русско-шведская война (1741—1743). Россия получила небольшую часть Финляндии. «Большая даларнская пляска» (1743).
- Турецко-персидская война (1743—1746). Дурранийская империя основана (1747; первое единое афганское государство).
- Первое Саудовское государство основано (1744).
- Второе якобитское восстание (1745).
- Маратхские экспедиции в Бенгалию[англ.] (1741—1748). Войны между Британской и Французской Ост-Индскими компаниями за контроль над Индией (1746—1763; Карнатикские войны).

## Правители
- Фридрих II, король (1740—1786).

## Культура
- Просвещённый абсолютизм (1740—1789).
- Гендель, Георг Фридрих (1685—1759), композитор. «Мессия» (1741).
- Ломоносов, Михаил Васильевич (1711—1765). Назначен профессором химии (1745).
- Монтескьё, Шарль-Луи де Секонда (1689—1755), философ. «О Духе законов» (1748).
- Мабли, Габриэль Бонно де (1709—1785), философ. «Публичное право Европы» (1748).
- Филдинг, Генри (1707—1754), писатель. «История Тома Джонса, найденыша» (1749).
- Гольдони, Карло (1707—1793), писатель. «Слуга двух господ» (1749).